# NGC 2835
NGC 2835 is een balkspiraalstelsel in het sterrenbeeld Waterslang. Het hemelobject werd in 1850 ontdekt door de Amerikaanse astronoom Edward Emerson Barnard.

## Synoniemen
- ESO 564-35
- MCG -4-22-8
- UGCA 157
- AM 0915-220
- IRAS 09156-2208
- PGC 26259